# Hwang He-suk
Hwang He-suk (ur. 9 grudnia 1945) – północnokoreańska siatkarka, medalistka igrzysk olimpijskich i mistrzostw świata.
Wraz z reprezentacją Korei Północnej zajęła 3. miejsce na mistrzostwach świata 1970 rozgrywanych w Bułgarii. Wystąpiła na letnich igrzyskach olimpijskich 1972 w Monachium, podczas których zagrała we wszystkich 5 spotkaniach, w tym w zwycięskim pojedynku o brązowy medal z Koreą Południową.